# Моисты
Моисты — представители моизма, древнекитайской философской школы мо цзя (墨家), основанной философом Мо Ди (Мо-цзы, V — начало IV в. до н. э.). Известны имена некоторых из них: Цинь Хуали, Мэн Шэн, Тянь Сян-цзы, Фу Дунь. Школа моистов просуществовала более двух веков. Время деятельности поздних моистов относят к IV—III вв. до н. э. Взгляды поздних представителей этой школы изложены в шести главах сочинения «Мо-цзы». Это главы: «Канон». Часть первая; «Канон» Часть вторая; «Пояснение к „Канону“. Часть первая»; «Пояснение к „Канону“. Часть вторая»; «Большой выбор»; «Малый выбор». Первым комментатором двух частей моистского канона «Канона» и «Пояснений» называют китайского философа III — начала IV вв. н. э. Лу Шэна. Считается, что поздние моисты (наряду с Сюнь-цзы) выступили продолжателями заложенной Хуэй Ши и Гунсунь Луном традиции очищения собственно логических проблем от социально-политической окраски. Перспективным направлением для анализа логико-семантических проблем, активно обсуждавшихся древними моистами в настоящее время представляется использование идей и методов современной логики (например, аксиоматического представления теории).